# Ruige leeuwentand
Ruige leeuwentand of wilde leeuwentand (Leontodon hispidus) is een plantensoort uit de composietenfamilie (Asteraceae).

## Determinatie
Ruige leeuwentand is een vaste, kruidachtige plant die een hoogte bereikt van 15–40 cm. De soort vormt een wortelrozet en heeft een wit behaarde, onvertakte stengel. De plant vormt oppervlakkige, kruipende wortelstokken. De wortelbladeren zijn langwerpig, veervormig bochtig gelobd tot gespleten en kaal of hebben gegaffelde haren. De bladsteel is gevleugeld.
Ruige leeuwentand bloeit van juni tot de herfst met gele bloemen. De randbloemen hebben meestal aan de onderzijde een blauwgrijze of roodachtige streep. De alleenstaande 2–4 cm brede hoofdjes zijn voor de bloei geknikt. De behaarde omwindselblaadjes zijn 11–15 mm lang.
De vrucht is een 2–4 mm lang, donkerbruin, recht nootje. De vrucht heeft een tweerijige pappus, die uit haren bestaat, waarvan de buitenste rij haren fijn getand zijn en de binnenste geveerd.

### Gelijkende taxa
Ruige leeuwentand kan erg lijken op zeer harige exemplaren van kleine leeuwentand. Kleine leeuwentand heeft echter meestal een onregelmatiger getand blad, is meestal minder dicht behaard en heeft net onder het bloemhoofdje een niet tot weinig verdikte bloemsteel.

## Variëteiten
In Nederland en Vlaanderen worden van ruige leeuwentand drie variëteit onderscheiden.
- Leontodon hispidus var. glabratus
- Leontodon hispidus var. hispidus
- Leontodon hispidus var. decipiens

## Ecologie
Ruige leeuwentand is in Nederland en België te vinden op matig droge tot matig vochtige, kalkrijke plaatsen in wegbermen, dijkgraslanden en kalkgraslanden.

### Syntaxonomie
Ruige leeuwentand is een indicatorsoort voor het droog heischraal grasland (hn) op kalkrijke bodem en het mesofiel hooiland (hu) subtypes 'Glanshavergrasland' en 'Kamgrasgrasland op kalkrijke bodem', karteringseenheden in de Biologische Waarderingskaart (BWK) van Vlaanderen en het Brussels Hoofdstedelijk Gewest.

## Verspreiding
Het natuurlijke verspreidingsgebied van ruige leeuwentand omvat Eurazië. In Nederland is de soort landelijk gezien zeldzaam. Het zwaartepunt van de landelijke verspreiding ligt in Zuid-Limburg, waar ze lokaal vrij algemeen is. Na Zuid-Limburg komt ze nog het meeste voor in het rivierengebied. De soort duikt ook vaak op plekken ver buiten haar verspreidingsgebied op door inzaai van "inheemse" zaadmengsels, van waaruit ze soms ook kan verwilderen. Ruige leeuwentand staat op de Nederlandse Rode Lijst als vrij zeldzaam en matig afgenomen.